# Miss Panamá 2012
Miss Panamá 2012 la 46ª edición del concurso Miss Panamá tuvo lugar en el Hotel Riu Plaza Panamá, Panamá el viernes 30 de marzo de 2012.
Miss Panamá 2012 ha sido la segunda edición del certamen de belleza nacional más importante de Panamá, bajo una nueva dirección, en la cual Sheldry Sáez Miss Panamá para Miss Universo 2011 de Herrera, e Irene Núñez Miss Panamá para Miss Mundo 2011 de Veraguas haciendo reina del certamen a  Stephanie Vander Werf de Panamá Centro y a Maricely González de Bocas del Toro como sus sucesoras respectivamente. Nuevamente bajo la producción de Marisela Moreno ex-Miss Panamá para Miss Mundo y la OMP (Organización Miss Panamá) escogieron dentro de 12 participantes a la ganadora.
También es importante mencionar que Keity Mendieta Miss Panamá que obtuvo el Miss Internacional  2011 de Panamá Centro, coronó a su sucesora. Al mismo tiempo Marelissa Him Miss Panamá para Miss Tierra 2011 de Panamá Centro coronó a su sucesora la misma noche del evento.
Vander Werf compitió en la edición número 61 del Miss Universo 2012 que se realizó el 19 de diciembre de 2012, en el PH Live del Planet Hollywood Resort and Casino de Las Vegas, Estados Unidos.
González ganadora del título de Miss Panamá Mundo, representó al país en el Miss Mundo 2012 concurso que se llevó a cabo en la Ciudad de Ordos, Mongolia Interior, China; Jordán ganadora del título Miss Panamá Internacional, representó al país en el Miss Internacional 2012 concurso que se llevó a cabo en Okinawa, Japón el 21 de octubre de 2012; de igual manera Ibáñez ganadora del título Miss Panamá Tierra, representó al país en el Miss Tierra 2012 que se llevó a cabo en Filipinas.

## Ganadoras
| Resultado                                                      | Candidata                             |
| -------------------------------------------------------------- | ------------------------------------- |
| Miss Panamá 2012                                               | Panamá Centro - Stephanie Vander Werf |
| Miss Mundo Panamá 2012 y Miss Continente Americano Panamá 2012 | Bocas del Toro - Maricely González    |
| Miss Panamá Internacional 2012                                 | Chiriquí - Karen Jordán               |
| Miss Tierra Panamá 2012 y Reina Hispanoamericana Panamá 2012   | Coclé - Ana Ibáñez                    |
| Miss Panamá Intercontinental 2012                              | Veraguas - Astrid Caballero           |
| Virreina Miss Panamá 2012                                      | Herrera - Yinela Yero                 |

## Show de Presentación
Esta concurso también llamado Show Preliminar y Consejo de las Misses se celebró el 6 de febrero de 2012, esa  noche las doce finalistas oficiales fueron seleccionadas para la final del Miss Panamá 2012. Un jurado, acompañado con el asesoramiento de las mises, once de los finalistas son seleccionadas sobre la base de los resultados de las chicas durante el evento en traje de baño y las categorías de vestido elegante. La candidata número 12, serán seleccionada a través de los votos de los asistentes a la Gala, una vez que el espectáculo.

## Introducción
El Open fue con la versión en inglés de la canción "We found love"  de Rihanna, donde las 12 candidatas hicieron su primera aparición de la noche.

## Premios especiales
| Award                   | Contestant                              |
| ----------------------- | --------------------------------------- |
| Miss Fotogénica         | - Maricely González (Bocas del Toro)    |
| Miss Amistad            | - Heidy Choy (Panamá Este)              |
| Miss Elocuencia         | - Stephanie Vander Werf (Panama Centro) |
| Miss Silueta Power Club | - Karen Jordán (Chiriquí)               |

## Competencia de Trajes nacionales
El 5 de marzo de 2012, se celebró el concurso Nacional de Trajes de Fantasía llamado Descubre Tu Interior. El traje ganador representara a Panamá en Miss Universo 2012. En esta prueba las concursantes no son evaluadas, solo el traje que llevan puesto. Es una competencia que muestra la riqueza del país plasmado en los trajes coloridos y fascinantes hechos por diseñadores panameños que combinan el pasado y el presente de Panamá. El traje ganador representar a Panamá en Miss Universo 2012.
| Resultados Finales | Concurso                                          | Diseñador      | Tema              | Concursante           |
| ------------------ | ------------------------------------------------- | -------------- | ----------------- | --------------------- |
| Ganador            | Mejor Traje Nacional para Miss Universo 2012      | César D'Castro | "Diosa da Bahide" | Maricely González     |
| 1.er Finalista     | Mejor Traje Nacional para Miss Supranacional 2012 | Daniel Cortina | "Altar de Oro"    | Nabil González        |
| 2.º Finalista      | Sin Definir                                       | Edgar Bedoya   | "El Chamán"       | Yinela Yero           |
| 3.er Finalista     | Mejor Traje Nacional para Miss Internacional 2012 | Tino Medina    | "La Guacamaya"    | Stephanie Vander Werf |

| - Bocas del Toro - "Diosa da Bahide" (Competirá en Miss Universo 2012) - Chiriquí Occidente - "El Altar de Oro" - Chiriquí - "Panamá la Vieja" - Panamá Oeste - "El Chamán" - Panamá Este - "El espitíru del Darién" - Colón - "Las Joyas de la Pollera "El Joyero" | - Coclé - "Un Tesoro por Descubrir" - Darién - "Atelopus Zeteki" - Herrera - "Panamá Precolombina" - Panamá Centro - "La Guacamaya" - Veraguas - "Awena Protectora de Los Mares" - Los Santos - "Las Voces de Cubita" |

### Entrevista preliminar
El día jueves 29 de marzo se celebró la entrevista de las candidatas al Miss Panamá donde fueron calificadas en traje de baño y entrevista personal.

### Jueces
- Gustavo Álvarez: Gerente General de Peugeot Panamá.
- Anabel Quintero: Ecuatoriana, diseñadora de modas.
- Reina Royo Rivera: Miss Panamá para Miss Universo 1995.
- Carlos Mastellari, Director de Grupo Pompa.
- Oscar Borda Colombia. Gerente General de Claro Panamá.
- Tania Hyman: Cheerleader, actriz y dueña de la academia Tania Models.
- Marcel Andrew Chang: Director de ventas, RIU Plaza Panamá
- Alejandro Rada Cassab: Colombiano. Doctor Médico, fundador de Rada Cassab estética médica.
- Ximena Navarrete Rosete: Mexicana Miss Universo 2010
- Katty Pulido: Venezolana.  Directora de Katty Pulido International Academy reconocida empresa de modelaje.
- Gabriel Ramos: Venezolano. Entrenador con experiencia en concursos de belleza.

## Candidatas oficiales (12 finalistas)
Estas son las candidatas seleccionadas para esta edición.
| Estado             | Candidata                       | Edad | Estatura (m)    | Ciudad Natal |
| ------------------ | ------------------------------- | ---- | --------------- | ------------ |
| Bocas del Toro     | Maricely González Pomares       | 24   | 1,72 m (5′ 8″)  | Panamá       |
| Chiriquí           | Karen Elena Jordán Beitia       | 23   | 1,75 m (5′ 9″)  | David        |
| Chiriquí Occidente | Nabil González Lozano           | 22   | 1,74 m (5′ 9″)  | Panamá       |
| Coclé              | Ana Lorena Ibáñez Carles        | 25   | 1,74 m (5′ 9″)  | Penonomé     |
| Colón              | Natalia Tamayo Dominici         | 24   | 1,75 m (5′ 9″)  | Panamá       |
| Darién             | Michelle Madrid Dudley          | 18   | 1,76 m (5′ 9″)  | Panamá       |
| Herrera            | Yinela Yohan Yero               | 22   | 1,79 m (5′ 10″) | Panamá       |
| Los Santos         | Milagros Guadalupe Ramos Castro | 24   | 1,70 m (5′ 7″)  | Macaracas    |
| Panamá Centro      | Stephanie Vander Werf           | 25   | 1,79 m (5′ 10″) | Panamá       |
| Panamá Este        | Heidy Choy                      | 21   | 1,72 m (5′ 8″)  | Panamá       |
| Panamá Oeste       | Elissa Estrada Torrealba        | 21   | 1,73 m (5′ 8″)  | Panamá       |
| Veraguas           | Astrid Caballero                | 21   | 1,82 m (6′ 0″)  | Panamá       |

## Significado histórico
- Panamá Centro gana Miss Panamá, última vez en el 2008 con Carolina Dementiev.
- Panamá Centro, Veraguas, Bocas del Toro & Herrera vuelven a clasificar en el top final por consecutivo año.
- Chiriquí retorna a las finales después de dos años 2010.
- Coclé gana el título Miss Earth Panamá por primera vez.
- Chiriquí gana el título Miss International Panamá por segunda ocasión, última vez en el 2009.

## Candidatas (Top 20)
Chicas escogidas para la preliminar celebrada el lunes 6 de febrero de 2012 para seleccionar el top 12 de finalistas. En color las finalistas eliminadas en la preliminar.
| Candidata                       | Edad | Estatura        | Ciudad Natal     |
| ------------------------------- | ---- | --------------- | ---------------- |
| Maricely González Pomares       | 22   | 1,73 m (5′ 8″)  | Panamá           |
| Yinela Yohan Yero               | 21   | 1,80 m (5′ 11″) | Panamá           |
| Nathalia Tamayo Dominici        | 24   | 1,75 m (5′ 9″)  | Panamá           |
| Nabil González Lozano           | 22   | 1,72 m (5′ 8″)  | Panamá           |
| Elissa Estrada                  | 19   | 1,72 m (5′ 8″)  | Panamá           |
| Karen Elena Jordán Beitia       | 20   | 1,75 m (5′ 9″)  | David            |
| Astrid Caballero                | 21   | 1,82 m (6′ 0″)  | Panamá           |
| Carolina Ángulo                 | 21   | 1,70 m (5′ 7″)  | Panamá           |
| Darling Pinto                   | 18   | 1,70 m (5′ 7″)  | Darién           |
| Claudia Elena De León           | 19   | 1,70 m (5′ 7″)  | Coclé            |
| Nereyda Moreno                  | 21   | 1,70 m (5′ 7″)  | Herrera          |
| Milagros Guadalupe Ramos Castro | 24   | 1,70 m (5′ 7″)  | Los Santos       |
| Dania María Vergara             | 27   | 1,77 m (5′ 10″) | Los Santos       |
| Michelle Marie Dudley           | 18   | 1,70 m (5′ 7″)  | Ciudad de Panamá |
| Melibeth Escurra                | 19   | 1,70 m (5′ 7″)  | Ciudad de Panamá |
| Heidy Choy                      | 20   | 1,70 m (5′ 7″)  | Ciudad de Panamá |
| Ana Lorena Ibáñez Carles        | 25   | 1,74 m (5′ 9″)  | Coclé            |
| Daniela Moreno                  | 26   | 1,70 m (5′ 7″)  | Ciudad de Panamá |
| Stephanie Vander Werf           | 25   | 1,79 m (5′ 10″) | Ciudad de Panamá |
| Milagros Abrego                 | 21   | 1,70 m (5′ 7″)  | Ciudad de Panamá |

## Calendario de elección
- Lunes 6 de febrero Show de presentación y preliminar.
- Lunes 5 de marzo competencia de trajes nacionales.
- Viernes 30 de marzo noche final, coronación de Miss Panamá 2012.

## Datos sobre las candidatas
- Maricely González Pomares fue Miss Turismo Internacional Panamá 2010 y participó en el Miss Turismo Internacional 2010 en Malasia. Donde clasificó en el grupo de semi-finalistas (Top 20).
- Yinela Yero fue reina del carnaval de la Ciudad de Panamá en el 2011 y representó a Panamá en el Miss Teenager Universe en donde se colocó en el top 5 quedando de tercera finalista.
- Natalia Tamayo Dominici participó en Elite Model Look Panamá, Chico y Chica Modelo, Reina Costa Maya Internacional, Miss World Business en Colombia y Reina Internacional del Carnaval en el Ecuador.
- Nabil González fue Miss Atlántico Panamá 2009 y participó en el Miss Atlántico Internacional 2009 en Montevideo, Uruguay.
- Elisa Estrada participó en el Miss Teen América 2007 Panamá, donde fue primera finalista y en el Ford Super Model of the World en Sao Paulo, Brasil, donde ganó.
- Karen Jordan participó en el certamen nacional Miss Mundo Panamá 2010, Reina Internacional del Café en Manizales, Colombia, Chica Avon 2010, la señorita Modelo del Mundo Panamá 2011 y Miss Asia Pacific 2011 en Corea.
- Astrid Caballero participó en el Miss Teen América Panamá 2009 (segunda finalista), y más tarde en el Miss Mundo Panamá 2010.
- Heidy Choy fue Reina China Panamá y participó en el Miss Turismo Internacional Panamá donde fue una de las ganadoras con el título de World Miss University Panamá. En la competencia internacional se colocó en el top 10.

## Participación Internacional
- Maricely González Pomares fue cuartofinalista (Top 30) en Miss Mundo 2012 y Top 5 en la prueba de Miss Mundo Talento. También fue al Miss Continente Americano 2012 donde ocupó la posición de Virreina.

- Karen Jordán no logró clasificar en el Miss Internacional 2012, aunque se figuró como gran favorita durante todo el certamen.

- Elissa Estrada no logró clasificar en la final del Miss Panamá, pero fue asignada al Miss Supranacional 2012 en donde alcanzó el Top 10 y fue consagrada como Reina de América en dicho concurso.

- Stephanie Vander Werf no paso al top 16 del concurso Miss Universo 2012 aunque era una de las latinas mayor preparada. En la competencia de traje típico ocupó el puesto 8 de 89 candidatas.

- Ana Lorena Ibáñez no logró clasificar en el Miss Tierra 2012, sin embargo participó en Reina Hispanoamericana 2012 en el cual llegó a la ronda de preguntas y respuestas.

- Astrid Caballero participó en el Miss Intercontinental 2012 no logró clasificar aunque fue considerada por muchos como una gran favorita a la corona.